# Tellina laevigata
Tellina laevigata är en musselart som beskrevs av Carl von Linné 1758. Tellina laevigata ingår i släktet Tellina och familjen Tellinidae. Inga underarter finns listade i Catalogue of Life.